# Орлиное Гнездо (сопка)
Орлиное Гнездо — сопка, самая высокая точка исторической части города Владивостока.
Наивысшая точка — 199 м над уровнем моря. Геологически сопки Владивостока относятся к южному Сихотэ-Алиню.

## История
Ранее именовалась сопкой Клыкова. 
Современное название в память обороны русскими войсками Шипкинского перевала в Болгарии в 1877 году, во время русско-турецкой войны (Орлиное гнездо — скалистый и обрывистый мыс, выдающийся перед горой св. Николая на Шипке) .